# 성 메리 성당의 종
《성 메리 성당의 종》(The Bells Of St. Mary's)은 미국에서 제작된 레오 맥커리 감독의 1945년 코미디 영화이다. 빙 크로스비 등이 주연으로 출연하였고 레오 맥커리 등이 제작에 참여하였다. 레오 맥커리의 이야기에 기반을 두고 있다.

## 출연

### 주연
- 빙 크로스비
- 잉그리드 버그만

### 조연
- 헨리 트래버스
- 윌리엄 가갠
- 러스 도넬리
- 리스 윌리엄스
- 우나 오코너

## 제작진
- 음향 : 스티븐 던
- 의상 : 에디스 헤드

## 같이 보기
- 크리스마스 영화 목록